# Šifrer
Šifrer je priimek več znanih Slovencev:
- Andrej Šifrer (*1952), pevec in skladatelj zabavne glasbe, kantavtor
- Antonija Šifrer (1899—1985), domoznanka in rodoslovka
- Darko Šifrer (*1956), šahist
- Franc Šifrer - "Kozinov oča" (1839—1931), 30 let župan Stražišča pri Kranju
- Jože Šifrer (1922—2009), literarni zgodovinar, kritik, šolnik in bibliotekar
- Marjan Šifrer (1922—2008), izseljenec, poslanec DZ
- Milan Šifrer (1928—2016), geograf, geomorfolog
- Mojca Šifrer Bulovec (*1963), etnologinja, muzealka
- Robert Šifrer, zdravnik ORL, kirurg
- Tatjana Šifrer (1931—2005), geografka in bibliotekarka
- Tone Šifrer (1911—1942), pesnik, pisatelj, esejist, literarni kritik
- Živko Šifrer (1910—1974), statistik, demograf